# Lewis Mark I
Pour les articles homonymes, voir Lewis et Mark I.

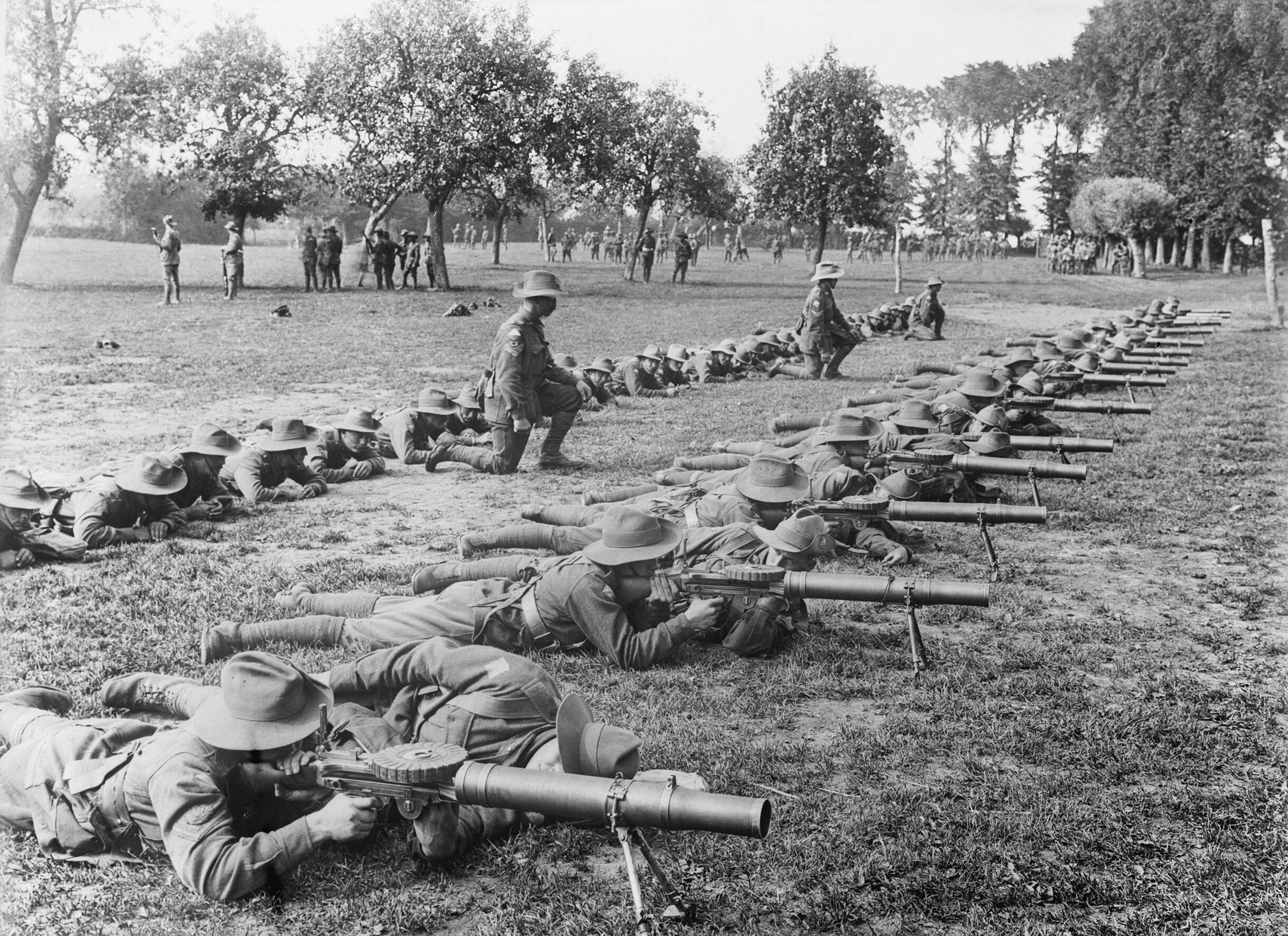
Soldats australiens s'entraînant au tir au Lewis sur le Front Belge (1917).

Le fusil-mitrailleur Lewis Mark I fut une des mitrailleuses légères les plus marquantes de la Première Guerre mondiale. Employée à terre comme sur les premiers avions de chasse, elle incita les Allemands à créer la Maxim 08/15. Construit en grand nombre au Royaume-Uni, en Belgique, aux États-Unis et en France, le Lewis est à nouveau employé lors de la Seconde Guerre mondiale.

## Présentation

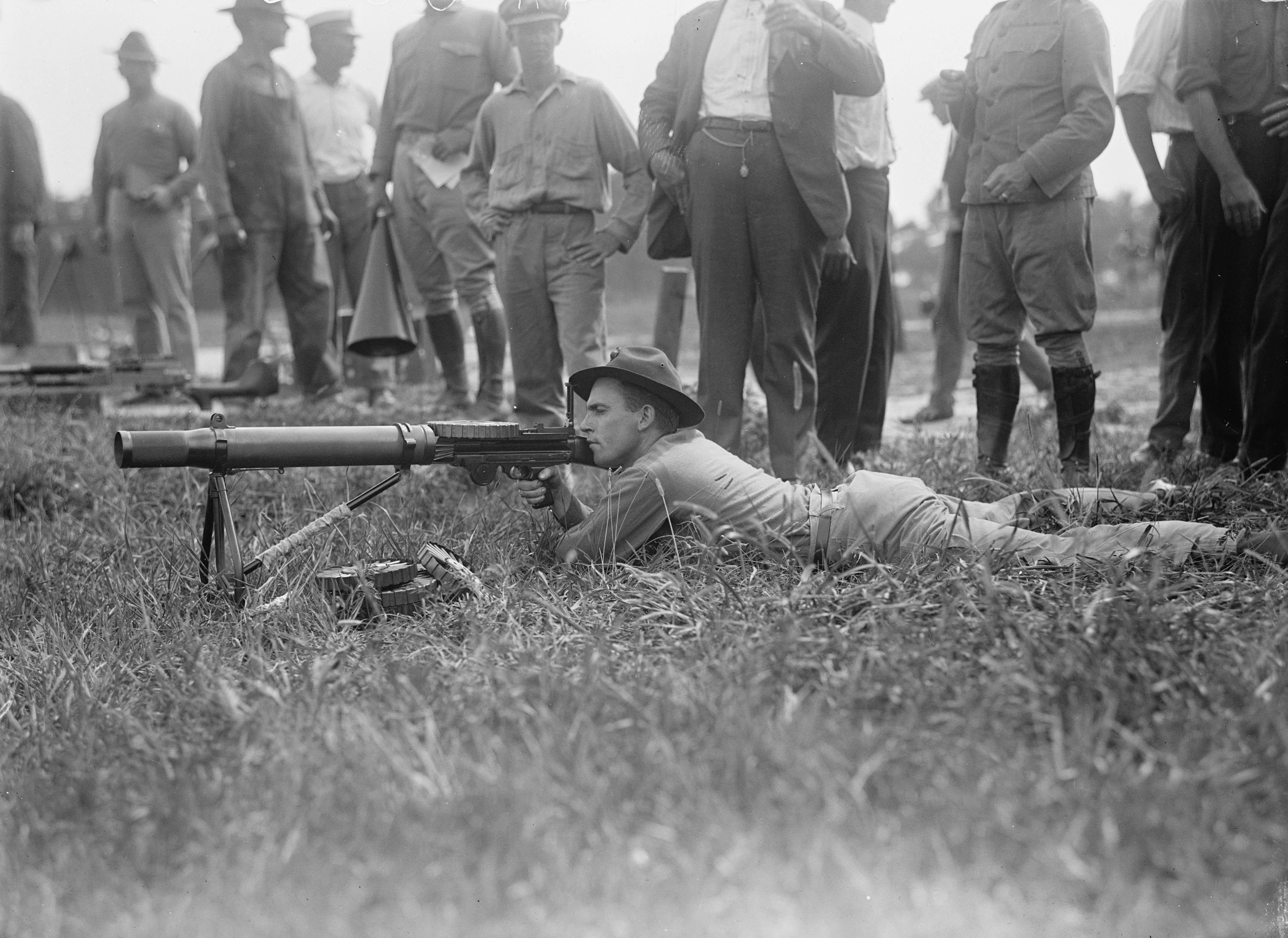
Soldat américain du Corps des Marines à l'entraînement.

Inventé aux États-Unis et perfectionné par le colonel Isaac Lewis (en), le FM est d'abord produit en Belgique en 1913 (Armes automatiques Lewis) puis en France (Darne), en Grande-Bretagne (BSA) et aux États-Unis (Savage Arms Company).
Il peut tirer 550 cartouches de calibre .303 British (7,7 mm) à la minute, il pèse 12,7 kg (c'est la moitié du poids des mitrailleuses courantes de l'époque, comme la Vickers Mk I), et peut être porté par un seul soldat. Il est également bon marché (environ six fois moins cher que la Vickers Mk I). Composé de seulement 62 pièces, il est produit six fois plus rapidement que la Vickers. Sa légèreté vaut au fusil-mitrailleur Lewis un franc succès comme arme embarquée sur les avions car l'effet refroidissant de l'air à haute vitesse autour du canon permettait de se passer du radiateur et du système de refroidissement (ce qui le rendait encore plus léger).

## Versions
- Lewis Mk  I : version pour l'infanterie. Crosse d'épaulement. Système de refroidissement imposant ;
- Lewis MK II & MK III : versions pour les avions. Refroidisseur léger et perforé ;
- Lewis M1917 : version pour les GI du Mk I en .30-06 US ;
- Lewis M1920 : version néerlandaise fabriquée à Hembrug dans les années 1920 en 7,92 mm hollandais;
- Type 92 : copie japonaise de la Mk II.

## Utilisateurs
- Algérie
- Empire allemand/ Reich allemand (armes de prise)
- Australie
- Belgique
- Bolivie
- Canada
- Philippines
- Finlande
- France
- Japon
- Honduras
- Irlande
- Royaume d'Italie
- Israël
- Norvège
- Nouvelle-Zélande
- Pays-Bas
- Pologne
- Portugal
- Roumanie
- Russie
- Espagne républicaine [2]
- Royaume-Uni
- États-Unis (1912-1959)[3]

## Cinéma
- Dans le film Les Professionnels (The Professionals, Richard Brooks, États-Unis, 1966), Lee Marvin utilise un Lewis lors de l'attaque du camp mexicain.
- Dans le film La Canonnière du Yang-Tsé (The Sand Pebbles, Robert Wise, États-Unis, 1966), Richard Crenna utilise une des Lewis sur affût dont est équipé le navire.
- Dans le film Le Soleil blanc du désert (Vladimir Motyl, Russie, 1970), Anatoli Kouznetsov, soldat de l'Armée rouge, utilise une Lewis lors de son combat contre des rebelles musulmans du mouvement Basmachi, à l'est de la Mer Caspienne.
- Dans le film Il était une fois la Légion (March or Die, Dick Richards, États-Unis, 1977), Terence Hill, légionnaire, utilise une Lewis contre les Berbères, lors d'un épisode fictif de la Guerre du Rif.
- Dans le film Légionnaire (Peter McDonald, États-Unis, 1999), très inspiré du précédent, la section du légionnaire Jean-Claude Van Damme l'utilise également dans une situation analogue.
- Dans le film Les Aventuriers du bout du monde (High Road to China) de Brian G. Hutton (1983), Tom Selleck pilote un chasseur biplan de la Première Guerre mondiale armé d'une Lewis (modèle aviation, sans manchon de refroidissement) sur l'aile supérieure. Quand son avion s'écrase, il la détache de son rail pour l'utiliser comme arme d'infanterie. L'affiche du film le représente cette Lewis à la main.
- Dans le film Britannic (Brian Trenchard-Smith, États-Unis/Royaume-Uni, 2000), le capitaine l'utilise afin de détruire une torpille lancée contre son navire.
- Dans le film Porco Rosso, l'un des pirates de l'air se sert d'une Lewis Mark I afin d'essayer de tuer Marco Pagot. Le pirate est également présent sur la couverture du DVD du film.

## Télévision
- Peaky blinders, Saison 1 (épisode 6), saison 4 épisode 5.

## Jeux vidéo
- Battlefield 1
- Battlefield V
- Call of Duty: WW2
- Enlisted
- Last train home
- The Finals
- Verdun